# ギヨーム＝ロベール・ド・ラ・マルク
ギヨーム＝ロベール・ド・ラ・マルク（Guillaume-Robert de La Marck, 1563年1月1日 - 1588年1月11日）は、プロテスタントのフランス貴族で、ブイヨン公およびスダン公（在位：1574年 - 1588年）。1574年に父アンリ＝ロベール・ド・ラ・マルクが早世したため、11歳で母フランソワーズ・ド・ブルボン＝ヴァンドームの摂政のもと公位を継承し、スダン公領で暮らした。1584年に親政を開始すると、スダンがカトリック同盟と対立するプロテスタント勢力の拠点となることを認め、デニーでギーズ公アンリ1世に対する攻撃を主導した。
1587年、ギーズ公はスダン公領に反撃したが、ギヨーム＝ロベールは公領を妹シャルロットの摂政下に置くことを決め、傭兵部隊を率いてナバラ王アンリ（後のアンリ4世）のためアルザスに向かったが、1587年末のヴィモリーの戦いでギーズ公に敗れた。ギヨーム＝ロベールはスイスに退却し、1588年1月に死去した。子供がいなかったため、公位と領土は妹シャルロットが継承した。シャルロットはテュレンヌ子爵アンリ・ド・ラ・トゥール・ドーヴェルニュと結婚し、マルク家のブイヨンおよびスダン公領の支配は終焉を迎えた。

## 生涯

### 家族
ギヨーム＝ロベールは、アンリ＝ロベール・ド・ラ・マルクとモンパンシエ公ルイ3世の娘フランソワーズ・ド・ブルボン・ヴァンドームの息子として、1563年に生まれた。プロテスタントとして洗礼を受け、叔父のモンパンシエ公フランソワのイングランド派遣に同行した。1584年に成年に達し、摂政を務めていた母フランソワーズから公領の統治を引き継いだ。

### アンリ3世の治世
ギヨーム＝ロベールは父アンリ＝ロベールの死の年である1574年にナバラ王アンリをもてなした。ナバラ王アンリは宮廷からスダン公領に逃亡してきていた。
1584年に公領の支配権を掌握すると、ギヨーム＝ロベールは要塞を建設して都市の防御を強化した。プロテスタントはスダンを拠点とし、1584年にギーズ公アンリ1世を襲撃し、ロクロワを攻撃した。これに対しカトリック同盟はドゥジーを攻撃したが、ギヨーム＝ロベールはカトリック同盟に対する反撃を指揮し、ダニーで敗走させた。
1587年、ギーズ公はスダン公領に侵攻し、ギヨーム＝ロベールが領内に匿っていたユグノーを追い出そうとした。同年、ギヨーム＝ロベールは妹シャルロットの摂政下にあった領土を離れ、カトリック同盟に対して攻勢に出ることを決意し、傭兵軍の先頭に立ってアルザスに入った。 ヴィモリーの戦いでギーズ公に敗れた後、ギヨーム＝ロベールはコンティ公フランソワに指揮を譲りスイスに退却し、その後すぐに亡くなった。
ギヨーム＝ロベールはアンリ4世の親しい同盟者であり、1588年に死去したことはアンリ4世にとって大きな打撃となった。ギヨーム＝ロベールの死により、ロレーヌ公シャルル3世はスダン公領に侵攻した。子供がいなかったため、公領は妹のシャルロット・ド・ラ・マルクが継承することとなった。その3年後、シャルロットはテュレンヌ子爵アンリ・ド・ラ・トゥール・ドーヴェルニュと結婚し、ブイヨン公領とスダン公領はラ・トゥール・ドーヴェルニュ家のものとなった。